# コリオバクテリウム綱
コリオバクテリウム綱（コリオバクテリウムこう、Coriobacteriia）とは放線菌門における綱の一つである。この綱の生物種の特徴には胞子の非生産性、偏性/通性嫌気性がある。Gordonibacter属は唯一この綱で鞭毛を持ち運動性を有する。この属以外は運動性を持たない。幾つかの種は危険な病原性を有する。Atopobium属、Olsenella属およびCryptobacterium属は口内感染性を持ち、歯周病、口臭、その他の歯内療法学的疾病の原因となる。Eggerthella属は菌血症と潰瘍性大腸炎を引き起こす。

## 特徴
当初、コリオバクテリア綱は単一の目（コリオバクテリウム目）と単一の科(コリオバクテリア科)のみを有していた。しかし、現在では綱内の属種には分類学上異なる地位であることを示すconserved signature indels (CSIs)を有しており、その進化的関係は単一の分類項目にまとめることは不適切であることが分かっている 。このCSIsは特異的であり、この遺伝的特徴によりコリオバクテリウム綱は区分される。また、CSIsによる区別は目や科のレベルにおいて共有派生形質の違いを反映する。例えば、コリオバクテリウム目（Coriobacteriales）は糖分解性でありグルコース発酵をできるが、Eggerthellales目には非糖分解性でありグルコースを発酵できない種がいる。
CSIsは放線菌門の他の分類項目からコリオバクテリウム綱を区別する根拠に用いられてきた。CSIsの分析によると、コリオバクテリウム綱は放線菌門の中でも古い分類系統である。この綱が本当に放線菌門所属で適切であるかどうかの議論もある。例えば、コリネバクテリウム鋼の微生物は全て、デオキシウリジン59-三リン酸（dUTP）ヌクレオチド加水分解酵素におけるある一つのアミノ酸挿入の形態に関するCSIを共有する。他にこのCSIを持つのは放線菌門の一部の種のみである。このCSIは、放線菌門におけるコリネバクテリウム綱の関係を明確に示す指標の一つである。

## 分類系統
2023年現在のコリネバクテリウム綱の分類体系は以下の通りである（米国立生物工学情報センター）。3つの目、4つの科、40以上の属を有する（LPSNに未認可の分類項目を含む）。
- Anaerosomatales目
Khomyakova et al. 2022
※2022年時点でLPSNに正式認可されていない
  - Anaerosomataceae科
Khomyakova et al. 2022
※2022年時点でLPSNに正式認可されていない
    - Anaerosoma属
Khomyakova et al. 2022
※2022年時点でLPSNに正式認可されていない
    - Parvivirga属
Khomyakova et al. 2022
※2022年時点でLPSNに正式認可されていない
- コリオバクテリウム目
Coriobacteriales
Stackebrandt et al. 1997
  - アトポビウム科
Atopobiaceae
 Gupta et al. 2013[18]
(IJSEMリストに記載 1997[19])
    - アトポビウム属
Atopobium
Collins and Wallbanks 1993[20]
(IJSEMリストに記載 1993[21])
    - Fannyhessea属
Nouioui et al. 2018[22]
(IJSEMリストに記載 2018[23])
    - Granulimonas属
Morinaga et al. 2022[24]
    - Lancefieldella属
Nouioui et al. 2018[22]
(IJSEMリストに記載 2018[23])
    - Leptogranulimonas属
Morinaga et al. 2022[24]
    - オルセネラ属
Olsenella
Dewhirst et al. 2001[25]
(IJSEMリストに記載 2001[26])
    - Paratractidigestivibacter属
Zgheib et al. 2021[27]
(IJSEMリストに記載 2021[28])
    - Parolsenella属
Sakamoto et al. 2018[29]
(IJSEMリストに記載 2018[30])
    - Thermophilibacter属
Zgheib et al. 2021[27]
(IJSEMリストに記載 2021[28])
    - Tractidigestivibacter属
Zgheib et al. 2021[27]
(IJSEMリストに記載 2021[28])
    - Caniella属
Afrizal et al. 2022[31]
※2022年時点でLPSNに正式認可されていない
    - Candidatus Coprovicinus属
Gilroy et al. 2021[32]
※2022年時点でLPSNに正式認可されていない
    - Muricaecibacterium属
Afrizal et al. 2022[31]
※2022年時点でLPSNに正式認可されていない

  - コリオバクテリウム科
Coriobacteriaceae
Stackebrandt et al. 1997[33]
(IJSEMリストに記載 1997[34])
    - コリオバクテリウム属
Coriobacterium
Haas and König 1988[35]
    - Enorma属
Mishra et al. 2016[36]
(IJSEMリストに記載 2016[37])
    - Candidatus Coprousi属
Gilroy et al. 2021
※2022年時点でLPSNに正式認可されていない
    - Candidatus Limicola属
Gilroy et al. 2021
※2022年時点でLPSNに正式認可されていない
    - Olegusella属
Diop et al. 2016
※2022年時点でLPSNに正式認可されていない
- エガセラ目
Eggerthellales
 Gupta et al. 2013
  - エガセラ科
EggerthellaceaeGupta et al. 2013[18]
(IJSEMリストに記載 2013[19])
    - Adlercreutzia属
Maruo et al. 2008[38]
(IJSEMリストに記載 2008[39])
    - アサッカロバクター属
Asaccharobacter
Minamida et al. 2008[40]
(IJSEMリストに記載 2008[39])
    - Berryella属
Wylensek et al. 2021[41]
(IJSEMリストに記載 2021[42])
    - クリプトバクテリウム属
Cryptobacterium
Nakazawa et al. 1999[43]
(IJSEMリストに記載 1999[44])
    - デニトロバクテリム属
Denitrobacterium
Anderson et al. 2000[45]
(IJSEMリストに記載 2000[46])
    - エガセラ属
Eggerthella
Wade et al. 1999[47]
(IJSEMリストに記載 1999[48])
    - Ellagibacter属
Beltrán et al. 2018
    - Enteroscipio属
Danylec et al. 2018
    - ゴルドニバクター属
Gordonibacter
Würdemann et al. 2009
    - パラエガセラ属
Paraeggerthella
Würdemann et al. 2009
    - Raoultibacter属
Traore et al. 2022
    - Rubneribacter属
Danylec et al. 2018
    - セネガリマシリア属
Senegalimassilia
corrig. Lagier et al. 2014
    - スラッキア属
Slackia
Wade et al. 1999
    - Xiamenia属
Zhang et al. 2022
    - Anaerotardibacter属
Afrizal et al. 2022
※2022年時点でLPSNに正式認可されていない
    - Candidatus Aphodovivens属
Gilroy et al. 2021
※2022年時点でLPSNに正式認可されていない
    - Arabiibacter属
Lo et al. 2022
※2022年時点でLPSNに正式認可されていない
    - Candidatus Aveggerthella属
Gilroy et al. 2021
※2022年時点でLPSNに正式認可されていない
    - Hugonella属
Elsawi et al. 2017
※2022年時点でLPSNに正式認可されていない
    - Phoenicibacter属
Bilen et al. 2017
※2022年時点でLPSNに正式認可されていない